# Фрудов број
Фрудов број је бездимензијска величина. Може се сматрати да је хидродинамички еквивалент Маховом броју, а одражава сличност кретања у простору додира два флуида различите густине. Физички представља однос инерцијалних и гравитационих сила. Најзначајнија му је употреба за успостављање сличних услова кретања пловила на води. Добио је име по енглеском инжењеру, истраживачу у домену хидродинамике, Вилијамсу Фруду.

## Коришћене физичке величине
- Основне
  - {\displaystyle \ l} је дужина 
  - {\displaystyle \ m} је маса 
  - {\displaystyle \ t} је време
- Изведене
  - {\displaystyle {\mathbf {\mathrm {v} } }} је брзина 
  - {\displaystyle \mathbf {c} } је генерисана брзина почетног хидродинамичког таласа 
  - {\displaystyle \mathbf {c_{w}} } је резултујућа брзина хидродинамичког таласа 
  - {\displaystyle \ g} убрзање земљине теже (гравитација) 
  - {\displaystyle \ b} највећа оквашена ширина 
  - {\displaystyle \ L} највећа оквашена дужина

## Феномен
У природи је распрострањен пример попуне одређеног простора с ваздухом и водом, то јест заједничког смештаја два флуида различите густине. Примери су, за случај вода-ваздух, мора, реке и језера. Услед различите специфичне тежине ваздуха и воде, под утицајем земљине теже, је разграничен њихов смештај у простору. Разграничење представља њихову, међусобну додирну површину.
За случај кретања тела кроз простор додира двају флуида, условна површина тела се поклапа с додирном површином флуида (у наведеном примеру, ваздуха и воде). При кретању се, међусобно додирна површина флуида, мења по облику у струјном пољу око тела, као на слици при кретању чамца.
Овом кретању се супротставља сила, чија једна компонента зависи од облика поремећене додирне површине флуида, у непосредној близини тела.
Примери оваквог кретања су пловци хидроавиона, амфибијско возило, летећи чамац (при полетању и слетању на воду), хидроглисер, брод итд.

## Дефиниција

### Параметри таласа
У хидродинамичким каналима се испитује и мери утицај облика таласа на параметре кретања тела. Талас се генерише у додиру флуида с телом, које се креће по површини додира двају флуида различите густине. На основу искуства и оваквих мерења је закључено да компонента силе супростављања томе кретању, зависи од облика таласа, по амплитуди, периоду и учестаности (илустрација таласа на слици десно). Талас има карактеристике осцилаторног кретања, дефинисаног с дужином λ m, периодом T s и с таласном брзином c = λ/T m/s.
Мерења се реализују у хидродинамичким каналима, за кретање одређеног тела, с разлитим брзинама и за различите величине модела, с варирањем размере.

### Бездимензијска анализа
Имајући у виду, да параметри таласа зависе од убрзања земљине теже, те и та компонента силе супростављања кретању, односно њен бездимензијски коефицијент зависи од убрзања g.
У аеродинамици постоје исто тако примери где на резултате мерења утиче земљино убрзање g. То је при испитивању ковита у вертикалном аеротунелу.
Проблем бездименијске анализе је исти као у Рејнолдсовом броју.
Хидродинамичка сила се може написати, у претходном контексту за нестишљиво и невискозно струјање, као функција:
{\displaystyle C_{F}=f\left(\rho ,\mathbf {\mathrm {v} } ,l,g,\kappa ,\alpha ,\beta \right)}
Где су: κ облик аеротела, α нападни угао и β бочни угао.
Претходна функција се може развити у ред:
{\displaystyle C_{F}=\sum A\rho ^{x}{\mathbf {\mathrm {v} } }^{y}l^{z}g^{p}\kappa ^{q}\alpha ^{r}\beta ^{s}}
Применом бездимензијске анализе, мора се постићи индентичност димензија леве и десне стране једначине:
{\displaystyle Dim\left[C_{F}\right]\equiv Dim\left[\rho ^{x}{\mathbf {\mathrm {v} } }^{y}l^{z}g^{p}\right]}
Коефицијент хиродинамичке силе CF нема димензију, те и и однос величина на десној страни једначине мора бити без димензије. Значи, обе стране једначине су без димензије:
{\displaystyle Dim\left[C_{F}\right]=1\quad \Rightarrow \quad Dim\left[\rho ^{x}{\mathbf {\mathrm {v} } }^{y}l^{z}g^{p}\right]=1}
Из овога услова се одређују експоненти утицајних физичких величина, у претпостављеној функцији.
{\displaystyle Dim\left[C_{F}\right]=1\Rightarrow l^{0}m^{0}t^{0}\equiv \left(l^{-3}m\right)^{x}\left(l\,t^{-1}\right)^{y}l^{z}\left(lt^{-2}\right)^{p}\Rightarrow l^{0}m^{0}t^{0}\equiv l^{-3x+y+z+p}m^{x}t^{-y-2p}\quad \Rightarrow }
{\displaystyle 0=-3x+y+z+p;\quad 0=x;\quad 0=y+2p}
Заменом решења овог система једначина, се добија:
{\displaystyle \,x=\,0;\quad \,y=\,-2p;\quad \,z=\,p\quad \Rightarrow \quad C_{F}=\sum A\left({\frac {lg}{\mathbf {\mathrm {v^{2}} } }}\right)^{p}\kappa ^{q}\alpha ^{r}\beta ^{s}}
Пошто су A, p, q, r и s потпуно произвољне вредности, произилази да је:
{\displaystyle C_{F}=f\left({\frac {lg}{\mathbf {\mathrm {v^{2}} } }},\,\kappa ,\,\alpha ,\,\beta \right)}
Где се добијени израз без димензије назива Фрудов број, а означава се:
{\displaystyle F_{r}={\frac {\mathbf {\mathrm {v^{2}} } }{lg}}}
Имајући у виду чињеницу да је Фрудов број без димензије, може се приступити математичкој поставци:
{\displaystyle Dim\left[F_{r}\right]\equiv Dim\left[{\frac {\mathbf {\mathrm {v^{2}} } }{lg}}\right]=1\quad \Rightarrow \quad \,Dim\left[F_{r}\right]\equiv Dim\left[{\frac {\mathbf {\mathrm {v} } }{\sqrt {lg}}}\right]=1}
Пошто у претходном изразу броиоц има димензију брзине (m/s), то има и имениоц (пошто је количник њихових димензија једнак јединици), а има и везу с таласом, то имениоц представља таласну брзину, c m/s.
У образложењу горње функције CF, је наглашена чињеница да је експонент p, над изразом за Фрудов број, било који произвољан број. Сагласно томе се може сматрати да тај произвољни број у себи садржи и
квадратни корен, а да се при томе не мења смисао функције.
На основу претходног, може се сматрати да је Фрудов број однос брзине тела и брзине простирања таласа, који тело иницијално генерише у флуиду (нпр. у води).
{\displaystyle F_{r}={\frac {\mathbf {v} }{\sqrt {lg}}}={\frac {\mathbf {v} }{\mathbf {c} }}\quad \Rightarrow \quad \,\mathbf {c} ={\sqrt {lg}}={\frac {\lambda }{T}}}

## Употреба

### Примена код пловила
За пловила:бродове, глисере, чамце итд. је Фрудов број у облику:
{\displaystyle F_{r}={\frac {\mathbf {v} }{\sqrt {gL}}}}
Где је L усвојена највећа дужина оквашеног дела пловила, у линији додира ваздуха и воде.
Нпр. брод, при кретању, генерише таласе с приближном таласном дужином као и вредност за L.
Теоретски гледано, струјање око брода се дели на категорије:
- под-критично Fr<1, брзина брода је мања од брзине распостирања таласа
- критично Fr=1, брзина брода је једнака брзини распростирања таласа
- над-критично Fr>1, брзина брода је већа од брзине распростирања таласа

У групу подкритичних струјања спадају велике брзине бродова који плове у дубоким водама, где се неометано развијају дивергентни таласи.
Кроз критични режими струјања су у опсегу Фрудових бројева:
{\displaystyle F_{r}=0,85\div 1,1}
Резултујући талас се простире резултујућом брзином од:
{\displaystyle \mathbf {c_{w}} ={\sqrt {gh}}\quad \Rightarrow \quad {\sqrt {\frac {gL}{2\pi }}}\quad \Rightarrow \quad {\sqrt {gL}}={\mathbf {c_{w}} }{\sqrt {2\pi }}\ \quad \Rightarrow \quad F_{r}={\frac {\mathbf {v} }{\mathbf {c_{w}} {\sqrt {2\pi }}}}}
Где је: {\displaystyle h={\frac {L}{2\pi }}}
У случају изједначења:
{\displaystyle \mathbf {\mathbf {v} } =\mathbf {c_{w}} \quad \Rightarrow \quad F_{r}={\frac {1}{\sqrt {2\pi }}}\quad \Rightarrow \quad F_{r}\approx 0,4}
Када брзина брода претекне вредност {\displaystyle {\sqrt {\frac {gL}{2\pi }}}}, онда претиче и брзину резултујућег таласа и почиње да глисира. У томе случају је Фрудов број:
{\displaystyle F_{r}\geqq 0,4}
Тада брод глисира на површини воде, упоредиво као и авион када лети надзвучном брзином.
При овим условима, нагло опадне сила отпора од таласа, која се супротставља кретању пловила. Код авиона је инверзни случај, отпор нагло порасте у надзвучном лету.
То је сасвим објашњиво, с јасном аргументацијом физикалности. У надзвучном лету је авион изложен утицају снажних ударних таласа, а последично и скоку отпора.
Пловило при глисирању се ослобађа од таласа воде и од њиховог изазивања компоненте силе отпора. Отпор, кретању пловила се своди, само на компоненте силе отпора од ваздуха и од трења услед глисирања по површини воде.
Да би се глисирање раније изазвало и подржало, на хидроглисер се уграђују хидрокрила, с којима се ствара хидроузгон и пловило се подиже у позицију глисирања, још на мањим бризинама. Ова се технологија редовно користи код хидроглисера за брже и лакше успоствљање режима глисирања.
Фрудов број је користан за упоређење и анализу утицаја величине трупа на отпор брода.

### Таласи у плиткој води
За таласе у плиткој води, као што су таласи плиме, преливи преко брана и водопада је Фрудов број:
{\displaystyle F_{r}={\frac {\mathbf {v} }{\sqrt {gd}}}}
Где је d ширина попречног пресека струјног поља, на који је ток упрошћено сведен.
Овде се исто за вредности Фрудовог броја Fr < 1 се користи назив под-критични проток, за Fr = 1, критични проток и Fr > 1 над-критични проток.

## Коришћени извори
- (језик: енглески)- {Hidráulica de los canales abiertos. Ven Te Chow. 1982.  978-968-13-1327-2.}-
- (језик: енглески)